# Paulo Rodrigues da Silva
Paulo Rodrigues  (11. října 1986, Brazílie – 2. ledna 2012, Bohutín) byl brazilský fotbalový ofenzivní záložník nebo útočník.
S fotbalem v české lize začal v roce 2007 ve druholigovém kubu Fotbal Třinec, kde podával dobré a stabilní výkony. Po jeho necelém půlročním působení si jej v zimě 2008 vyhlédla FC Viktoria Plzeň, do klubu ho pozvala na zkoušku a následně s ním podepsala smlouvu. Hostoval v 1. FK Příbram.
Ve svých 25 letech ve Škodě Superb havaroval na silnici mezi Příbramí a Rožmitálem pod Třemšínem nedaleko Bohutína. Byl na místě mrtev.